# Setsuko, principessa Chichibu
Setsuko, principessa Chichibu, (in giapponese: 雍仁親王妃勢津子 Yasuhito Shinnōhi Setsuko), nata Setsuko Matsudaira (in giapponese: 松平節子 Matsudaira Setsuko) (Walton-on-Thames, 9 settembre 1909 – Tokyo, 25 agosto 1995), è stata un membro della famiglia imperiale giapponese. La principessa fu la moglie del Principe Chichibu, figlio secondogenito dell'imperatore Taisho e dell'imperatrice Teimei. Fu, quindi, cognata dell'Imperatore Hirohito e prozia dell'attuale imperatore, Naruhito.

## Biografia
Setsuko Matsudaira nacque a Walton-on-Thames, in Inghilterra. Suo padre, Tsuneo Matsudaira, (1877 - 1949) fu ambasciatore negli Stati Uniti (dal 1924) e in seguito nel Regno Unito (dal 1928), e più tardi ancora, Ministro della Casa Imperiale (1936 - 1945 e 1946 - 1947). Sua madre era Nobuko Nabeshima.
Anche se tecnicamente nacque come cittadina comune, era la rampolla di un'illustre famiglia aristocratica con stretti legami con la famiglia imperiale giapponese su entrambi i lati. Il suo nonno paterno, Katamori Matsudaira, fu l'ultimo daimyō di Aizu, ramo cadetto della dinastia dei Tokugawa. Suo nonno materno era il marchese Naohiro Nabeshima, ex daimyo di Saga. Sorella maggiore di sua madre era Itsuko (1882 - 1976), moglie del principe Morimasa Nashimoto, uno zio dell'imperatrice Kōjun.
Nel 1925, mentre il padre era ambasciatore negli Stati Uniti, Setsuko studiò alla Sidwell Friends School di Washington (1925 - 1928). Al suo ritorno in Giappone, l'Imperatrice Teimei la scelse per sposare il suo secondo figlio, il principe Chichibu. Contrasse il matrimonio dopo che suo zio, il visconte Morio Matsudaira, l'adottò formalmente, eliminando in tal modo l'incongruenza di status tra il principe e la sua sposa, rendendo Setsuko la figlia adottiva di un visconte.

### Matrimonio

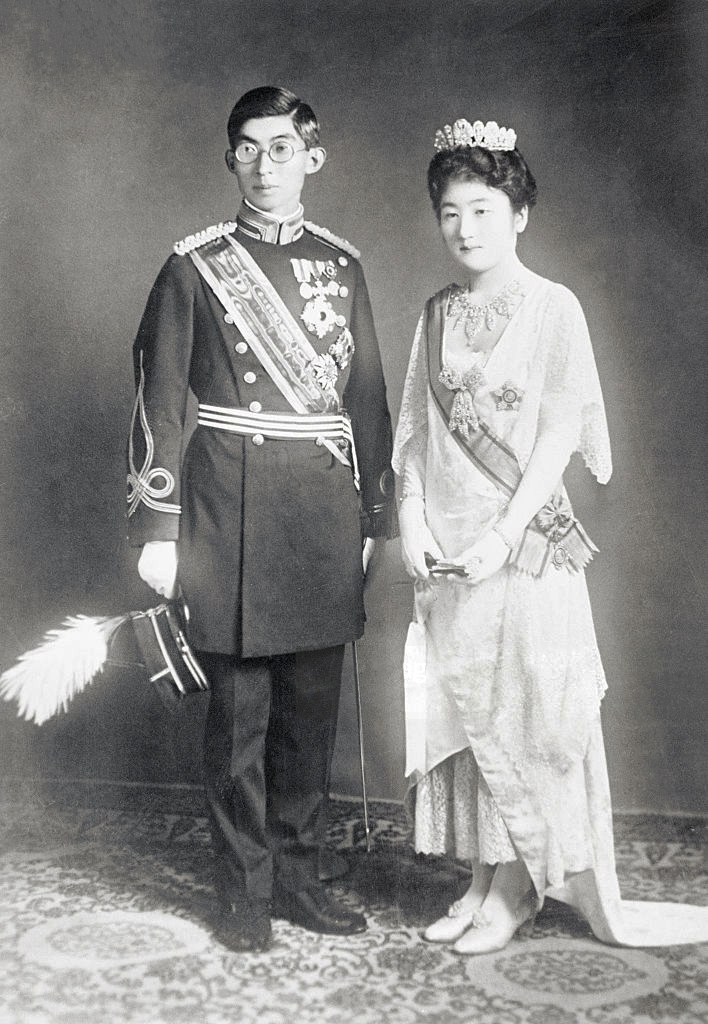
I principi nel giorno del loro matrimonio.

Il 28 settembre 1928, a 19 anni, sposò Yasuhito, principe Chichibu e divenne la principessa Chichibu. I coniugi non ebbero figli, anche perché l'unica gravidanza della principessa Chichibu si concluse con un aborto spontaneo. Nonostante ciò, a detta di tutti, il loro matrimonio fu pieno di amore e felicità.
Nel 1937, il principe e la principessa furono inviati in un tour in Europa che richiese diversi mesi. Rappresentarono il Giappone all'incoronazione di re Giorgio VI del Regno Unito e della regina Elisabetta nell'Abbazia di Westminster. Successivamente visitarono la Svezia ed i Paesi Bassi, ospiti rispettivamente del re Gustavo V e della regina Guglielmina. La Principessa Chichibu, soggiornò in Svizzera, mentre il marito incontrò Adolf Hitler a Norimberga, alla fine del viaggio. Ella nutriva un grande amore per gli Stati Uniti e per l'Inghilterra e, come anglofila, rimase molto addolorata per l'ingresso del Giappone nella Seconda Guerra Mondiale con le potenze dell'Asse.

### Vedovanza
Dopo la morte del marito di tubercolosi nel 1953, la principessa Chichibu divenne presidente della Società per la prevenzione della tubercolosi, presidente onorario della Società Giappone-Gran Bretagna, della Società Giappone-Svezia e vice presidente onoraria della Croce rossa giapponese. La principessa, che parlava un fluente inglese, fece diverse visite semi-ufficiali in Gran Bretagna e Svezia.

### Morte
Morì a Tokyo il 25 agosto 1995 all'età di 85 anni per un infarto. È sepolta nel cimitero imperiale di Toshimagaoka nel quartiere Bunkyō di Tokyo.
La sua autobiografia fu pubblicata postuma con il titolo "Il tamburo d'argento: memorie di una imperiale giapponese". La versione inglese fu tradotta da Dorothy Britton.